# Герб Михайлівки (Хмельницький район)
Герб Михайлівки — офіційний символ села Михайлівка, Хмельницького району Хмельницької області, затверджений 24 лютого 2005 року рішенням виконкому сільської ради. 
Автор — А. Гречило.

## Опис
У золотому полі чорний лук із червоною тятивою з натягнутою вгору чорною стрілою з червоним наконечником та оперенням.

## Зміст
Основою для сучасних символів став давній герб містечка, відомий з ХVІІ ст. 
Щит увінчано червоною міською короною, що вказує на село, яке давніше було містечком.